# Atlantic Crossing
Atlantic Crossing — шестой сольный студийный альбом Рода Стюарта. Выпущенный 15 августа 1975 года и записанный в пяти американских студиях, включая Muscle Shoals, Алабама, в период с апреля по июнь 1975 года, он был спродюсирован Томом Даудом и достиг первого места в Великобритании (его четвёртый сольный альбом, сделавший это), и девятого места в чарте Billboard Top Pop Albums. Альбом был разделен на быструю и медленную стороны, по-видимому, по предложению тогдашней девушки Стюарта, шведской актрисы Бритт Экланд. Стюарт повторил формат для своих следующих двух альбомов. Альбом содержал две самые популярные песни Стюарта, «Sailing» и «I Don't Want to Talk About It», а также классические рок-фавориты «Three Time Loser» и «Stone Cold Sober». Этот альбом стал 14-м в карьере Стюарта, начиная с Truth Джеффа Бека в 1968 году, и его шестым сольным альбомом.

## Об альбоме
После выхода сборника The Best of Rod Stewart Стюарт перешёл с лейбла Mercury Records на Warner Bros. Records и вскоре перебрался в США. Этому способствовало его увлечение моделью Бритт Экланд, а также попытка избежать высоких британских налогов. Стюарт также решил сменить свой музыкальный стиль и нанял известного продюсера Тома Дауда, который помог ему провести модернизацию его фирменного звука. Вместо песен с привкусом фолка появились баллады, пропитанные рок-н-роллом и соулом.
Atlantic Crossing содержит две из числа самых популярных песен Стюарта: «I Don’t Want to Talk About It» (кавер-версия Дэнни Уиттена) и «Sailing» (кавер-версия одноимённой песни шотландского дуэта The Sutherland Brothers). «Sailing» и «This Old Heart of Mine» были выпущены в виде синглов.

## Список композиций
| №  | Название                           | Автор(ы)                    | Длительность |
| -- | ---------------------------------- | --------------------------- | ------------ |
| 1. | «Three Time Loser»                 | Род Стюарт                  | 4:03         |
| 2. | «Alright for an Hour»              | Род Стюарт, Джесси Эд Дэвис | 4:17         |
| 3. | «All in the Name of Rock ’N’ Roll» | Род Стюарт                  | 5:02         |
| 4. | «Drift Away»                       | Ментор Уильямс              | 3:43         |
| 5. | «Stone Cold Sober»                 | Род Стюарт, Стив Кроппер    | 4:11         |

| №  | Название                        | Автор(ы)                                                | Длительность |
| -- | ------------------------------- | ------------------------------------------------------- | ------------ |
| 1. | «I Don’t Want to Talk About It» | Дэнни Уиттен                                            | 4:47         |
| 2. | «It’s Not the Spotlight»        | Барри Голдберг, Джерри Гоффин                           | 4:21         |
| 3. | «This Old Heart of Mine»        | Ламонт Дозье, Брайан Холланд, Эдди Холланд, Сильвия Мой | 4:04         |
| 4. | «Still Love You»                | Род Стюарт                                              | 5:08         |
| 5. | «Sailing»                       | Гэвин Сазерленд                                         | 4:37         |

## Участники записи
Список составлен в соответствии с информацией базы данных Discogs.

| Музыканты: - Род Стюарт — вокал - Пит Карр — акустическая и электрогитара на «Sailing» - Джесси Эд Дэвис — гитары - Стив Кроппер — гитары - Фред Такетт — гитары - Джимми Джонсон — гитары - Барри Бекетт — клавишные - Альби Галутен — клавишные - Букер Ти Джонс — орган Хаммонда - Дональд «Дак» Данн — бас-гитара - Ли Склар — бас-гитара - Боб Глауб — бас-гитара - Дэвид Худ — бас-гитара - Дэвид Линдли — скрипка, мандолина - Эл Джексон мл. — ударные, перкуссия - Роджер Хокинс — ударные, перкуссия - Найджел Олссон — ударные, перкуссия - Вилли Корреа — ударные, перкуссия | Музыканты: - The Memphis Horns — труба, тромбон, саксофон - Cindy & Bob Singers — бэк-вокал - The Pets — бэк-вокал - The Clappers — бэк-вокал - Ариф Мардин — аранжировки струнных секций - Джеймс Митчелл — струнные аранжировки Технический персонал: - Том Дауд — музыкальный продюсер - Гэбби Гарсия — звукоинженер - Джерри Мастерс — звукоинженер - Рич Блейкин — звукоинженер - Стив Мелтон — звукоинженер - Вилли Митчелл — звукоинженер - Берт Шерлип — ассистент звукоинженера - Дэн Августино — ассистент звукоинженера - Стив Гурски — ассистент звукоинженера - Мелвин Абрахамс — инженер нарезки лакового слоя |

## Позиции в хит-парадах
| Хит-парад (1975—1978)               | Высшая позиция | Пребывание в чарте |
| ----------------------------------- | -------------- | ------------------ |
| Австралия (Kent Music Report)       | 1              | нет данных         |
| Великобритания (UK Albums Chart)    | 1              | 89 недель          |
| Испания (PROMUSICAE)                | 18             | нет данных         |
| Италия (Musica e dischi)            | 23             | 2 недели           |
| Канада (RPM Albums Chart)           | 21             | 14 недель          |
| Нидерланды (Album Top 100)          | 2              | 18 недель          |
| Новая Зеландия (RMNZ)               | 2              | 129 недель         |
| Норвегия (VG-lista)                 | 1              | 40 недель          |
| США (Billboard Top LP’s & Tape)     | 9              | 29 недель          |
| Финляндия (Suomen virallinen lista) | 10             | 20 недель          |
| ФРГ (Offizielle Top 100)            | 11             | 7 недель           |
| Швеция (Sverigetopplistan)          | 5              | 40 недель          |
| Япония (Oricon)                     | 87             | нет данных         |

| Хит-парад (1975)                   | Позиция |
| ---------------------------------- | ------- |
| Австралия (Kent Music Report)      | 11      |
| Великобритания (Gallup Poll)       | 15      |
| Нидерланды (Buma/Stemra)           | 33      |
| Новая Зеландия (Recorded Music NZ) | 2       |
| Хит-парад (1976)                   | Позиция |
| Австралия (Kent Music Report)      | 17      |
| Великобритания (Gallup Poll)       | 22      |
| Новая Зеландия (Recorded Music NZ) | 12      |
| ФРГ (Jahrescharts Deutschland)     | 39      |
| Хит-парад (1977)                   | Позиция |
| Новая Зеландия (Recorded Music NZ) | 6       |
| Хит-парад (1978)                   | Позиция |
| Новая Зеландия (Recorded Music NZ) | 30      |

## Сертификации и продажи
| Регион | Сертификация  | Продажи  |
| --- | ------------- | -------- |
| Австралия (ARIA) | 4× Платиновый | 400 000  |
| Великобритания (BPI) | Платиновый    | 300 000^ |
| Германия (BVMI) | Золотой       | 250 000^ |
| Гонконг (IFPI Hong Kong)                                                                                                 | Золотой       | 10 000*  |
| США (RIAA) | Золотой       | 500 000^ |
| Швеция (GLF) | Золотой       | 200 000  |
| * Данные о продажах приведены только на основе сертификации. ^ Данные о тиражах приведены только на основе сертификации. |               |          |